# Maria av Preussen

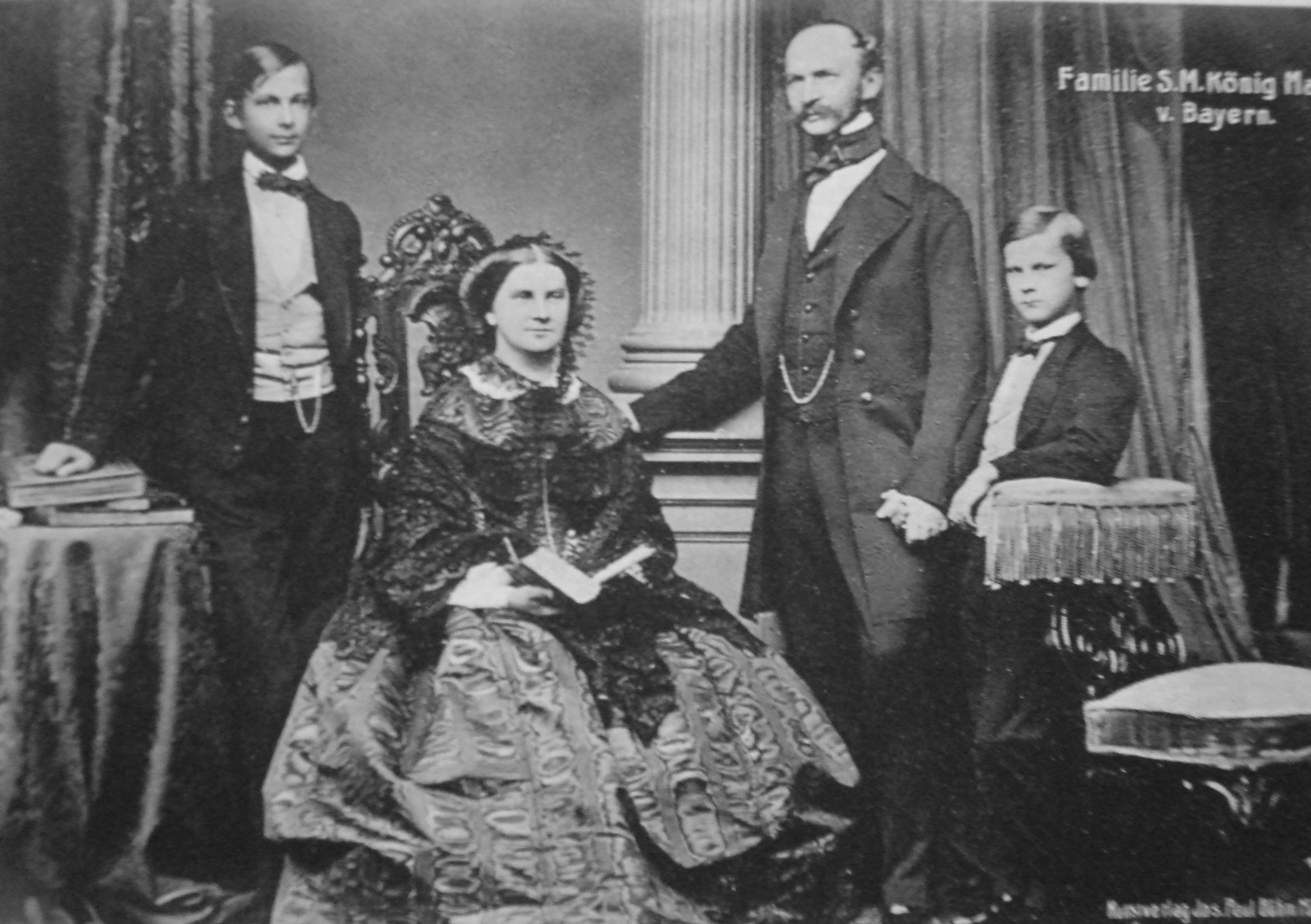
Maximilian II av Bayern med sin familj.

Maria av Preussen, född 15 oktober 1825 i Berlin, död 17 maj 1889 på slottet Hohenschwangau, var en drottning av Bayern. 
Hon var dotter till prins Vilhelm av Preussen och Maria Anna av Hessen-Homburg. Kusin med Fredrik Vilhelm IV av Preussen och Vilhelm I av Tyskland.

## Biografi
Gift i Berlin 1842 via ställföreträdare och senare in persona i München med kronprinsen av Bayern, sedermera Maximilian II av Bayern. 
Maria blev drottning 1848. Hon var populär i Bayern på grund av sina olika sociala projekt. Hon upprättade år 1869 en kvinnoförening. Hon var också beskyddare för den organisation som blev Röda korset i Bayern. 1874 konverterade hon till katolicismen.    
Maria av Preussen var en av de 36 berömda skönheter som porträtterades i Schönheitengalerie (Skönhetsgalleriet) i München mellan 1827 och 1850.

## Barn
1. Ludvig II av Bayern (1845–1886)
2. Otto I av Bayern (1848–1916)